# Óculo

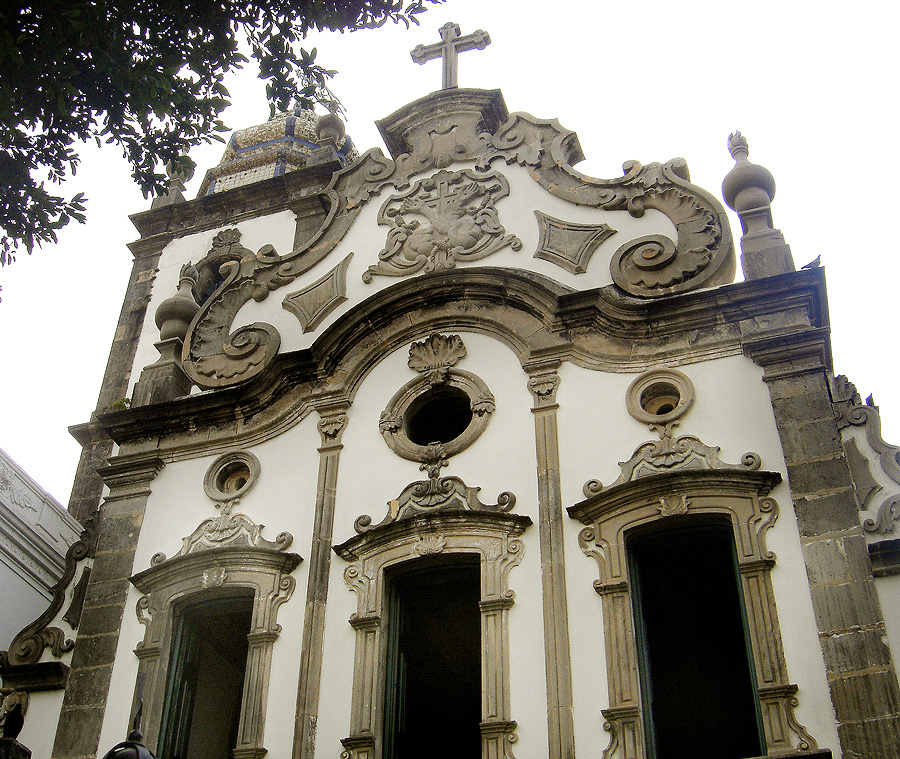
Detalhe da fachada da Igreja de Santo Antônio, em Recife. Note-se os três óculos redondos sobre as janelas

Óculo designa um elemento de arquitetura, sendo uma abertura na fachada ou no interior que pode ser redonda ou de outras formas, localizada geralmente acima de uma abertura principal ou inclusa em frontões e frontispícios.